# Stio
Stio is een gemeente in de Italiaanse provincie Salerno (regio Campanië) en telt 1028 inwoners (31-12-2004). De oppervlakte bedraagt 24,4 km², de bevolkingsdichtheid is 45 inwoners per km².
De volgende frazioni maken deel uit van de gemeente: Gorga.

## Demografie
Stio telt ongeveer 405 huishoudens. Het aantal inwoners daalde in de periode 1991-2001 met 6,9% volgens cijfers uit de tienjaarlijkse volkstellingen van ISTAT.
| Jaar | Inwoneraantal |
| ---- | ------------- |
| 1991 | 1169          |
| 2001 | 1088          |

## Geografie
De gemeente ligt op ongeveer 675 m boven zeeniveau.
Stio grenst aan de volgende gemeenten: Campora, Gioi, Laurino, Magliano Vetere, Orria.